# آنکه دریا می‌رود
آنکه دریا می‌رود فیلمی به کارگردانی آرش معیریان و نویسندگی حبیب احمدزاده ساختهٔ سال ۱۳۸۵ است.

## خلاصه داستان
رزمنده‌ای جوان به نام کاظم در آستانه‌ی آغاز عملیات توسط فرمانده‌اش به او فرمان داده می‌شود برای فعالیت بیشتر در عملیات، روزه‌اش را بشکند. رزمنده فرصت کوتاهی دارد تا از حد ترخص شهر گذشته و پس از افطار مجدداً به خطوط نبرد بازگردد. در این میان سلسله حوادثی حرکت او را برای گذشتن از حد ترخص، قبل از اذان ظهر، با مشکل روبرو می کند و...

## بازیگران
- هومن سیدی
- افشین هاشمی
- علیرضا مفتخری مظاهری
- پرویز چابهاری
- غزاله غضنفری